# Ernobius punctulatus
Ernobius punctulatus är en skalbaggsart som först beskrevs av Leconte 1859.  Ernobius punctulatus ingår i släktet Ernobius och familjen trägnagare. Inga underarter finns listade i Catalogue of Life.